# Lưu Viên
Lưu viên (giản thể: 留园; phồn thể: 留園; bính âm: Liú Yuán; Phương ngữ Tô Châu: Leu yoe, phát âm tiếng Ngô: [løʏ ɦyø]) là một khu vườn cổ điển nổi tiếng nằm tại 338 đường Lưu Viên, thành phố Tô Châu, tỉnh Giang Tô, Trung Quốc. Cùng với các khu vườn cổ điển khác ở Tô Châu nó đã được UNESCO công nhận là Di sản thế giới. Đây cũng là nơi lưu giữ hai di sản văn hóa phi vật thể được UNESCO công nhận là Bình đàn (评弹) và Cổ cầm.

## Lịch sử
Khu vườn nằm bên ngoài Trường môn của Tô Châu, nó được Từ Thái Thời, một quan chức bị luận tội nhưng sau đó được miễn tội vào năm 1593 ủy quyền xây dựng. Thợ đá Châu Thời Thần là người đã thiết kế và xây dựng khu vườn phía đông (Đông viên, 东园). Đông viên nổi tiếng khi các phán quan Ngô và Thường Châu đều ca ngợi hết lời thiết kế của, một hòn non bộ được xây dựng giống với núi Quốc Thanh ở Phổ Đà.
Năm 1798, Lưu Thứ là một quan lại dưới thời vua Gia Khánh đã tái thiết lại khu vườn với việc thêm vào rặng thông và tre. Là người yêu thích sưu tập đá học giả, ông đã bổ sung thêm 12 viên đá nữa vào "rừng đá" trong khu vườn. Đó cũng là lúc "thiên đình ngũ đỉnh" được xây dựng. Khu vườn sớm đã được gọi là Lưu viên theo tên họ của gia chủ. Bắt đầu từ năm 1823 vào thời vua Đạo Quang, khu vườn đã mở cửa cho công chúng tham quan và trở thành một địa danh nổi tiếng. Nhưng đến thời Thái Bình Thiên Quốc, khu vườn dần trở lên hoang vắng do chiến tranh và thiếu người quản lý.
Năm 1873, vào thời vua Đồng Trị năm thứ 12, nó được chuyển quyền sở hữu cho Thịnh Khang, một thủ quỹ của tỉnh Hồ Bắc và cha đẻ của Thịnh Tuyên Hoài. Ông đã cho sửa chữa những hư hại của khu vườn sau loạn Thái Bình Thiên Quốc và phải mất ba năm để hoàn thành. Khu vườn được đổi tên thành Lưu viên. Cái tên này đồng âm với một cái tên cũ hơn, có nghĩa là sự nhàn hạ và cũng để tỏ lòng thành kính đối với người chủ cũ của khu vườn. Khu vườn sau đó được Thịnh Tuyên Hoài kế thừa nhưng đã bỏ rơi nó vào năm 1911 và nó rơi vào tình trạng hư hỏng.
Trong Chiến tranh Trung-Nhật, khu vườn lại bị bỏ hoang, thậm chí nó còn bị biến đổi thành khu chăn nuôi ngựa của quân đội. Sau khi thành lập nước Cộng hòa Nhân dân Trung Hoa, chính quyền Tô Châu đã tiếp quản và cải tạo khu vườn. Nó đã được mở cửa trở lại cho công chúng vào năm 1954. Năm 1997, khu vườn được thêm vào danh sách Di sản thế giới của UNESCO, và là một địa điểm du lịch chính của Tô Châu. Ngày nay, Di Hòa viên ở Bắc Kinh, Tị Thử Sơn Trang ở Thừa Đức và Tô Châu Viên Lâm được xếp vào danh sách những khu vườn cổ điển đẹp nhất Trung Quốc.

## Đặc điểm
Khu vườn này nổi tiếng với kiến trúc đa dạng, nhiều phiến đá kỳ lạ, và cấu trúc phù hợp với các không gian và cây cổ thụ. Tổng diện tích của nó là  23.310 mét vuông chia theo bốn chủ đề riêng biệt được bố trí ở đông, trung, tây và bắc. Khu vực trung tâm là phần lâu đời nhất của khu vườn. Tại đây có các tòa nhà mang đặc điểm chính của một khu vườn cổ điển Trung Quốc chiếm một phần ba diện tích của Lưu viên. Một đặc điểm độc đáo là đường đi bộ dài 700 mét có mái che kết nối các khu vực với nhau. Các tính năng của khu vườn trung tâm bao quanh một ao nước với hòn non bộ bằng đá granit tạo thành hang động. Phần phía đông bố trí bố cục xung quanh hòn non bộ "quan vân phong" với sân trung tâm bao quanh là các tòa nhà. Phía sau khu nhà này là một sân nhỏ với "rừng đá", một bộ sưu tập các đá học giả. Phần phía tây chủ yếu là tự nhiên, bao gồm một số đình lâu, một đồi nhân tạo và một khu vườn có nhiều bồn cảnh.